# Foot-Ball Club Veloce 1910
Il Foot-Ball Club Veloce 1910, noto anche più semplicemente come Veloce, è una società calcistica italiana fondata nel 1910 a Savona. 

## Storia
La società è storicamente la seconda squadra cittadina per importanza e per campionati disputati. Ha rivaleggiato spesso con l'attuale prima squadra cittadina, il Savona, raggiungendo la serie D negli anni cinquanta e sessanta. Per anni è stata in Promozione e recentemente ha partecipato al campionato di Eccellenza disputando 5 stagioni dal 2010 al 2015, conseguendo nel 2013 la 4ª posizione. A maggio del 2019 la Veloce ha vinto il girone A della Prima Categoria ed è stata promossa in Promozione. Battendo per 2-1 il Levanto, nella finale della Prima Categoria ligure disputata a Bogliasco, ha conquistato il titolo di campione regionale.
Ha dato i natali calcistici, nel recente passato, al difensore della Nazionale e del Real Madrid Christian Panucci.

## Stadio
La società dispone di due campi di gioco, uno a 7 e uno a 11. Il primo, campo sportivo "Giuan Nasi", si trova a Savona in via Tissoni e dispone di terreno sintetico, illuminazione notturna, tre spogliatoi, segreteria settore giovanile, bar/ristorante e ampio spazio circondante il campo. Di proprietà della squadra, è il luogo in cui si tengono anche le cene societarie, incontri e riunioni.
Il campo sportivo "Felice Levratto", in località Zinola (SV), è invece sede delle partite casalinghe della società per partite a 9 e 11. Di proprietà comunale, è stato di gestione della Veloce fino a gennaio 2018 quando la società granata ne ha perso la direzione che è passata in mano all'US Priamar 1942 Liguria, altra società savonese.
L'impianto a 11 dispone di terreno sintetico, illuminazione notturna, 6 spogliatoi (4 per squadre di calcio, uno per arbitro e uno per allenatori), segreteria, infermeria e 2 magazzini di materiale sportivo sotto gli spalti. Le tribune sono sprovviste di tetto e contano circa 300 posti a sedere.

## Palmarès

### Competizioni regionali
- Promozione: 1

1954-1955
promosso
2009-2010
2° nei playoff intergirone - promosso
- Prima Categoria: 1

1976-1977
promosso
1981-1982
promosso
2007-2008
vincente playoff - promosso
2018-2019
Campione Regionale - promosso
- Seconda Categoria: 1

1962-1963
promosso
1993-1994
promosso
2000-2001
promosso
- Terza Categoria: 1

1990-1991
promosso
- Campionato italiano di terza divisione: 1

1931-1932
promosso

### Altri piazzamenti
- Eccellenza:

Quarto posto 2012-2013 (girone A)
- Promozione:

Secondo posto: 1953-1954 (girone A), 2009-2010 (girone A)
Terzo posto: 1986-1987 (girone A)
- Prima Categoria:

Secondo posto: 1981-1982 (girone A)
- Seconda Categoria:

Secondo posto: 1993-1994 (girone B)
- Terza Categoria:

Terzo posto: 1990-1991
- Coppa Italia Dilettanti Liguria:

Semifinalista: 2012-2013